# Nínox de Buru
El nínox de Buru (Ninox hantu) és una espècie d'ocell de la família dels estrígids (Strigidae). Habita la selva humida des l'illa de Cebu, a les Filipines. El seu estat de conservació es considera de risc mínim.

## Taxonomia
Anteriorment es considerava que el nínox de Buru era coespecífic amb el nínox de Seram. Però les anàlisis genètiques i de bioacústica mostraren que és marcadament divergent respecte d'aquest darrer, el que va portar a Gwee i els seus col·legues a suggerir que es reclassifiqués com a una espècie separada. El Congrés Ornitològic Internacional, en la seva llista mundial d'ocells (versió 9.1, 2019) reconegué la nova espècie. Altres obres taxonòmiques, com el Handook of the Birds of the World i la quarta versió de la BirdLife International Checklist of the birds of the world (Desembre 2019), també consideren amdós tàxons com a espècies diferents.